# Medalha Lorentz
A Medalha de Lorentz é um galardão dado a cada quatro anos pela Academia Real de Artes e Ciências dos Países Baixos. Foi estabelecido em 1925 na ocasião do aniversário de cinquenta anos de doutorado de Hendrik Lorentz. Esta medalha de ouro é um prêmio para importantes contribuições para a física teórica, embora no passado tenha havido alguns físicos experimentais entre os ganhadores. Muitos dos ganhadores mais tarde receberam o Prêmio Nobel.

## Agraciados
- 1927 Max Planck
- 1931 Wolfgang Pauli
- 1935 Peter Debye
- 1939 Arnold Sommerfeld
- 1947 Hendrik A. Kramers
- 1953 Fritz London
- 1958 Lars Onsager
- 1962 Rudolf Peierls
- 1966 Freeman Dyson
- 1970 George Uhlenbeck
- 1974 John Hasbrouck Van Vleck
- 1978 Nicolaas Bloembergen
- 1982 Anatole Abragam
- 1986 Gerardus 't Hooft
- 1990 Pierre-Gilles de Gennes
- 1994 Alexander Polyakov
- 1998 Carl Wieman  e Eric Allin Cornell
- 2002 Frank Wilczek
- 2006 Leo Kadanoff
- 2010 Edward Witten
- 2014 Michael Berry
- 2018 Juan Maldacena